# Conan Osíris
 (mars 2019).
Si vous disposez d'ouvrages ou d'articles de référence ou si vous connaissez des sites web de qualité traitant du thème abordé ici, merci de compléter l'article en donnant les références utiles à sa vérifiabilité et en les liant à la section « Notes et références ».
Tiago Miranda, connu sous le nom de scène Conan Osíris, né le 5 janvier 1989 à Lisbonne, est un chanteur portugais. 

## Biographie
Tiago Miranda a grandi dans la banlieue de Lisbonne. À huit ans, il a perdu son père accro à la toxicomanie. Ses camarades de classe et ses professeurs l'ont harcelé pour son apparence physique. Tiago choisit comme nom de chanteur « Conan Osíris » faisant référence à l'inspiration de la mythologie égyptienne et de la série d'animation Conan, le fils du futur et il a étudié le graphisme à Castelo Branco, bien qu'il ne se soit pas identifié au cours. C'est là qu'il a rencontré Rúben de Sá Osório, qui est devenu son styliste personnel et responsable de son image de marque, ce qui a donné le nom « Osíris ».

## Carrière
Il a commencé sa carrière en publiant son premier album,intitulé Cathedral, qui est rapidement devenu une œuvre culte, fruit de son idiosyncrasie musicale et de ses paroles pragmatiques et non-sens. Il a sorti d'autres albums : Slik (2014), Musica Normal (2016), et Adoro Bolos (2017). Il a sorti des titres qui ont connu un succès comme Cellulite, 100 Paciência, Borrego ou encore Adoro Bolos.
Le 2 mars 2019, il remporte avec la chanson Telemóveis le premier prix du Festival da Canção 2019.
Après avoir remporté le Festival da Canção 2019, il a été sélectionné pour représenter le Portugal à l'Eurovision 2019. Le 14 mai 2019, Conan Osíris participe à la première demi-finale. Il ne parvient pas à se qualifier et termine 15e sur 17 candidats avec 51 points. Conan Osíris termine d'ailleurs dernier des votes du jury avec seulement 8 points (3 points venant de Chypre, 2 venant de la République tchèque ainsi que la Pologne et 1 de la Belgique). Mais termine 11e des votes du public, en obtenant la note maximale du vote espagnol et français[réf. nécessaire].
Conan Osíris remporte le prix Barbara-Dex 2019 qui est un prix humoristique décerné à l'artiste jugé le plus mal habillé lors de la compétition.

## Discographie

### Albums
- 2011 : Cathedral
- 2014 : Silk (EP)
- 2016 : Música, Normal
- 2017 : Adoro Bolos

### Single
- 2019 : Telemóveis